# Verein für Leibesübungen Wolfsburg 2004-2005
Questa voce raccoglie le informazioni riguardanti il Verein für Leibesübungen Wolfsburg nelle competizioni ufficiali della stagione 2004-2005.

## Stagione
Nella stagione 2004-2005 il Wolfsburg, allenato da Eric Gerets, concluse il campionato di Bundesliga al 9º posto. In Coppa di Germania il Wolfsburg fu eliminato al primo turno dal Colonia II. In Coppa Intertoto il Wolfsburg fu eliminato al secondo turno dal Thun.

## Rosa
| N. |                                 | Ruolo | Calciatore             |
| -- | ------------------------------- | ----- | ---------------------- |
| 1  | Germania (bandiera)             | P     | Simon Jentzsch         |
| 2  | Danimarca (bandiera)            | D     | Thomas Rytter          |
| 3  | Croazia (bandiera)              | D     | Marino Biliškov        |
| 5  | Germania (bandiera)             | D     | Stefan Schnoor         |
| 6  | Guinea (bandiera)               | C     | Pablo Thiam            |
| 7  | Germania (bandiera)             | C     | Patrick Weiser         |
| 8  | Bulgaria (bandiera)             | C     | Marian Hristov         |
| 9  | Argentina (bandiera)            | A     | Diego Klimowicz        |
| 10 | Argentina (bandiera)            | C     | Andrés D'Alessandro    |
| 11 | Croazia (bandiera)              | A     | Tomislav Marić         |
| 13 | Germania (bandiera)             | A     | Thomas Brdarić         |
| 14 | Bosnia ed Erzegovina (bandiera) | A     | Marko Topić            |
| 18 | Argentina (bandiera)            | D     | Facundo Hernán Quiroga |
| 20 | Bosnia ed Erzegovina (bandiera) | C     | Mirko Hrgović          |

| N. |                         | Ruolo | Calciatore        |
| -- | ----------------------- | ----- | ----------------- |
| 21 | Bulgaria (bandiera)     | C     | Martin Petrov     |
| 26 | Germania (bandiera)     | D     | Karsten Fischer   |
| 27 | Slovacchia (bandiera)   | C     | Miroslav Karhan   |
| 29 | Paesi Bassi (bandiera)  | D     | Kevin Hofland     |
| 30 | Germania (bandiera)     | P     | André Lenz        |
| 31 | Ghana (bandiera)        | D     | Hans Sarpei       |
| 33 | Germania (bandiera)     | D     | Maik Franz        |
| 34 | Germania (bandiera)     | A     | Roy Präger        |
| 35 | Polonia (bandiera)      | C     | Bartosz Romanczuk |
| 36 | Argentina (bandiera)    | A     | Juan Menseguez    |
| 38 | Germania (bandiera)     | D     | Stefan Lorenz     |
| 40 | Germania (bandiera)     | P     | Patrick Platins   |
| 41 | RD del Congo (bandiera) | C     | Cédric Makiadi    |

## Organigramma societario
Area tecnica
- Allenatore: Holger Fach
- Allenatore in seconda: Frank Greiner, Reinhard Stumpf
- Preparatore dei portieri: Jörg Hoßbach
- Preparatori atletici: Jörg Drill, Manfred Kroß

## Calciomercato

### Sessione estiva
| Acquisti | Acquisti               | Acquisti            | Acquisti |
| R.       | Nome                   | da                  | Modalità |
| -------- | ---------------------- | ------------------- | -------- |
| C        | Oscar Ahumada          | River Plate         |          |
| A        | Thomas Brdarić         | Hannover 96         |          |
| D        | Kevin Hofland          | PSV                 |          |
| C        | Marian Hristov         | Kaiserslautern      |          |
| P        | André Lenz             | Monaco 1860         |          |
| A        | Tomislav Marić         | Borussia M'gladbach |          |
| D        | Facundo Hernán Quiroga | Sporting Lisbona    |          |

| Cessioni | Cessioni         | Cessioni               | Cessioni |
| R.       | Nome             | da                     | Modalità |
| -------- | ---------------- | ---------------------- | -------- |
| D        | Marino Biliškov  | Wolfsburg II           |          |
| A        | Fernando Baiano  | São Caetano            |          |
| D        | Nenad Lalatović  | Šachtar                |          |
| P        | Fabian Lucas     | Wolfsburg II           |          |
| D        | Waldo Ponce      | Universidad de Chile   |          |
| D        | Pablo Quatrocchi | Atlético San Luis      |          |
| P        | Sead Ramović     | Borussia M'gladbach    |          |
| C        | Benjamin Siegert | Eintracht Braunschweig |          |

### Sessione invernale
| Acquisti | Acquisti | Acquisti | Acquisti |
| R.       | Nome     | da       | Modalità |
| -------- | -------- | -------- | -------- |

| Cessioni | Cessioni      | Cessioni    | Cessioni |
| R.       | Nome          | da          | Modalità |
| -------- | ------------- | ----------- | -------- |
| C        | Oscar Ahumada | River Plate |          |

## Risultati

### Bundesliga

#### Girone di andata
| Arbitro: | Stark |

|              |           |                  |
| Ewerthon 30’ | Marcatori | 43’, 64’ Brdarić |

| Arbitro: | Merk |

|  |           |          |
|  | Marcatori | 85’ Dorn |

| Arbitro: | Jansen |

|           |           |                       |
| Klose 71’ | Marcatori | 46’ Brdarić 53’ Thiam |

| Arbitro: | Albrecht |

|                                |           |  |
| Hristov 29’, 38’ Klimowicz 90’ | Marcatori |  |

| Arbitro: | Gagelmann |

|            |           |                         |
| Madsen 33’ | Marcatori | 17’ Klimowicz 78’ Thiam |

| Arbitro: | Sippel |

|                          |           |             |
| Petrov 13’ Klimowicz 90’ | Marcatori | 82’ Jancker |

| Arbitro: | Brych |

|                              |           |              |
| D'Alessandro 13’ Schnoor 43’ | Marcatori | 15’ Neuville |

| Arbitro: | Merk |

|                              |           |  |
| Schröter 7’, 64’ Stendel 90’ | Marcatori |  |

| Arbitro: | Keßler |

|                                          |           |  |
| Thiam 27’ Klimowicz 39’ D'Alessandro 42’ | Marcatori |  |

| Arbitro: | Trautmann |

|                  |           |  |
| Pizarro 24’, 44’ | Marcatori |  |

| Arbitro: | Jansen |

|                                         |           |                               |
| Petrov 44’ (rig.), 45’, 57’ (rig.), 62’ | Marcatori | 15’ Abel 16’ Casey 75’ Babatz |

| Arbitro: | Gräfe |

|                                 |           |  |
| Mintál 1’, 28’, 49’ Schroth 45’ | Marcatori |  |

| Arbitro: | Stark |

|                             |           |  |
| Brdarić 42’ Petrov 69’, 76’ | Marcatori |  |

| Arbitro: | Fandel |

|                                   |           |            |
| Buyten 40’ Barbarez 45’ Romeo 90’ | Marcatori | 1’ Brdarić |

| Arbitro: | Wagner |

|                       |           |                       |
| Thiam 50’ Brdarić 68’ | Marcatori | 16’, 47’, 74’ Paraíba |

| Arbitro: | Merk |

|                        |           |              |
| Voronin 46’ França 89’ | Marcatori | 4’ Klimowicz |

| Arbitro: | Fröhlich |

|                                                             |           |  |
| Rytter 14’ Klimowicz 26’ Brdarić 37’, 40’ Petrov 67’ (rig.) | Marcatori |  |

#### Girone di ritorno
| Arbitro: | Sippel |

|             |           |                         |
| Quiroga 82’ | Marcatori | 55’ Smolarek 60’ Koller |

| Arbitro: | Albrecht |

|                |           |  |
| Bajramović 57’ | Marcatori |  |

| Arbitro: | Wack |

|                       |           |                                 |
| Brdarić 26’ Thiam 50’ | Marcatori | 50’ Klose 59’ Magnin 87’ Valdez |

| Arbitro: | Stark |

|                                |           |  |
| Asamoah 12’ Sand 35’ Hanke 86’ | Marcatori |  |

| Arbitro: | Kinhöfer |

|                                                  |           |  |
| D'Alessandro 4’ Klimowicz 6’ Thiam 63’ Marić 82’ | Marcatori |  |

| Kaiserslautern 26 febbraio 2005, ore 15:30 CET 23ª giornata | Kaiserslautern | 0 – 0 referto | Wolfsburg | Fritz-Walter-Stadion (31 033 spett.)\| Arbitro: \| Sippel \| |
| Arbitro:                                                    | Sippel         |               |           |                                                              |

| Arbitro: | Kircher |

|             |           |  |
| Svěrkoš 87’ | Marcatori |  |

| Arbitro: | Brych |

|              |           |  |
| Menseguez 6’ | Marcatori |  |

| Arbitro: | Gräfe |

|                                              |           |            |
| Edu 15’, 37’ Wosz 24’ Lokvenc 39’ Madsen 57’ | Marcatori | 73’ Petrov |

| Arbitro: | Fröhlich |

|  |           |                                                  |
|  | Marcatori | 30’ Schweinsteiger 45’ (aut.) Hofland 55’ Frings |

| Arbitro: | Kinhöfer |

|  |           |                         |
|  | Marcatori | 64’ Brdarić 78’ Schnoor |

| Arbitro: | Merk |

|  |           |              |
|  | Marcatori | 63’ Kießling |

| Stoccarda 23 aprile 2005, ore 15:30 CEST 30ª giornata | Stoccarda | 0 – 0 referto | Wolfsburg | Gottlieb-Daimler-Stadion (45 000 spett.)\| Arbitro: \| Wagner \| |
| Arbitro:                                              | Wagner    |               |           |                                                                  |

| Arbitro: | Wack |

|            |           |  |
| Petrov 41’ | Marcatori |  |

| Arbitro: | Kircher |

|                                              |           |            |
| Friedrich 66’ Paraíba 84’ (rig.) Madlung 88’ | Marcatori | 17’ Petrov |

| Arbitro: | Wagner |

|                        |           |                         |
| Karhan 24’ Brdarić 30’ | Marcatori | 61’ França 86’ Bierofka |

| Arbitro: | Fröhlich |

|          |           |                               |
| Vata 35’ | Marcatori | 42’ (rig.) Petrov 55’ Brdarić |

### Coppa di Germania
| Arbitro: | Drees |

|  |           |                                   |
|  | Marcatori | 31’ (aut.) Polak 42’, 50’ Brdarić |

### Coppa Intertoto
| Arbitro: | Stredák |

|                        |           |                                         |
| Schnoor 75’ Präger 88’ | Marcatori | 15’ Kulaksızoğlu 60’ Ojong 71’ Raimondi |

| Arbitro: | Haverkort |

|                                                     |           |            |
| Lustrinelli 21’ Renggli 35’ Santos 42’ Raimondi 45’ | Marcatori | 78’ Sarpei |

## Statistiche

### Statistiche di squadra
| Competizione      | Punti | In casa | In casa | In casa | In casa | In casa | In casa | In trasferta | In trasferta | In trasferta | In trasferta | In trasferta | In trasferta | Totale | Totale | Totale | Totale | Totale | Totale | DR |
| Competizione      | Punti | G       | V       | N       | P       | Gf      | Gs      | G            | V            | N            | P            | Gf           | Gs           | G      | V      | N      | P      | Gf     | Gs     | DR |
| ----------------- | ----- | ------- | ------- | ------- | ------- | ------- | ------- | ------------ | ------------ | ------------ | ------------ | ------------ | ------------ | ------ | ------ | ------ | ------ | ------ | ------ | -- |
| Bundesliga        | 48    | 17      | 10      | 1       | 6       | 35      | 20      | 17           | 5            | 2            | 10           | 14           | 31           | 34     | 15     | 3      | 16     | 49     | 51     | -2 |
| Coppa di Germania | -     | 0       | 0       | 0       | 0       | 0       | 0       | 1            | 0            | 0            | 1            | 0            | 2            | 1      | 0      | 0      | 1      | 0      | 2      | -2 |
| Coppa Intertoto   | -     | 1       | 0       | 0       | 1       | 2       | 3       | 1            | 0            | 0            | 1            | 1            | 4            | 2      | 0      | 0      | 2      | 3      | 7      | -4 |
| Totale            | 48    | 18      | 10      | 1       | 7       | 37      | 23      | 19           | 5            | 2            | 12           | 15           | 37           | 37     | 15     | 3      | 19     | 52     | 60     | -8 |

### Andamento in campionato
| Giornata  | 1 | 2 | 3 | 4 | 5 | 6 | 7 | 8 | 9 | 10 | 11 | 12 | 13 | 14 | 15 | 16 | 17 | 18 | 19 | 20 | 21 | 22 | 23 | 24 | 25 | 26 | 27 | 28 | 29 | 30 | 31 | 32 | 33 | 34 |
| --------- | - | - | - | - | - | - | - | - | - | -- | -- | -- | -- | -- | -- | -- | -- | -- | -- | -- | -- | -- | -- | -- | -- | -- | -- | -- | -- | -- | -- | -- | -- | -- |
| Luogo     | T | C | T | C | T | C | C | T | C | T  | C  | T  | C  | T  | C  | T  | C  | C  | T  | C  | T  | C  | T  | T  | C  | T  | C  | T  | C  | T  | C  | T  | C  | T  |
| Risultato | V | P | V | V | V | V | V | P | V | P  | V  | P  | V  | P  | P  | P  | V  | P  | P  | P  | P  | V  | N  | P  | V  | P  | P  | V  | P  | N  | V  | P  | N  | V  |
| Posizione | 4 | 9 | 4 | 2 | 1 | 1 | 1 | 2 | 1 | 1  | 1  | 1  | 1  | 2  | 4  | 6  | 4  | 4  | 8  | 9  | 10 | 8  | 8  | 8  | 8  | 8  | 10 | 9  | 9  | 9  | 9  | 9  | 9  | 9  |

Legenda:

Luogo: C = Casa; T = Trasferta. Risultato: V = Vittoria; N = Pareggio; P = Sconfitta.

### Statistiche dei giocatori
| Giocatore       | Bundesliga | Bundesliga | Bundesliga  | Bundesliga | Coppa di Germania | Coppa di Germania | Coppa di Germania | Coppa di Germania | Coppa Intertoto | Coppa Intertoto | Coppa Intertoto | Coppa Intertoto | Totale   | Totale | Totale      | Totale     |
| Giocatore       | Presenze   | Reti       | Ammonizioni | Espulsioni | Presenze          | Reti              | Ammonizioni       | Espulsioni        | Presenze        | Reti            | Ammonizioni     | Espulsioni      | Presenze | Reti   | Ammonizioni | Espulsioni |
| --------------- | ---------- | ---------- | ----------- | ---------- | ----------------- | ----------------- | ----------------- | ----------------- | --------------- | --------------- | --------------- | --------------- | -------- | ------ | ----------- | ---------- |
| O. Ahumada      | 4          | 0          | 0           | 0          | 0                 | 0                 | 0                 | 0                 | 2               | 0               | 1               | 0               | 6        | 0      | 1           | 0          |
| M. Biliškov     | 9          | 0          | 0           | 0          | 1                 | 0                 | 0                 | 0                 | 0               | 0               | 0               | 0               | 10       | 0      | 0           | 0          |
| T. Brdarić      | 32         | 12         | 2           | 0          | 1                 | 2                 | 0                 | 0                 | 0               | 0               | 0               | 0               | 33       | 14     | 2           | 0          |
| A. D'Alessandro | 19         | 3          | 1           | 1          | 0                 | 0                 | 0                 | 0                 | 0               | 0               | 0               | 0               | 19       | 3      | 1           | 1          |
| K. Fischer      | 14         | 0          | 1           | 0          | 0                 | 0                 | 0                 | 0                 | 0               | 0               | 0               | 0               | 14       | 0      | 1           | 0          |
| M. Franz        | 16         | 0          | 5           | 0          | 0                 | 0                 | 0                 | 0                 | 2               | 0               | 0               | 0               | 18       | 0      | 5           | 0          |
| K. Hofland      | 27         | 0          | 13          | 1          | 0                 | 0                 | 0                 | 0                 | 2               | 0               | 0               | 0               | 29       | 0      | 13          | 1          |
| M. Hrgović      | 7          | 0          | 1           | 0          | 1                 | 0                 | 0                 | 0                 | 0               | 0               | 0               | 0               | 8        | 0      | 1           | 0          |
| M. Hristov      | 6          | 2          | 2           | 0          | 1                 | 0                 | 0                 | 0                 | 0               | 0               | 0               | 0               | 7        | 2      | 2           | 0          |
| S. Jentzsch     | 33         | 0          | 0           | 0          | 1                 | 0                 | 0                 | 0                 | 2               | 0               | 1               | 0               | 36       | 0      | 1           | 0          |
| M. Karhan       | 34         | 1          | 4           | 0          | 1                 | 0                 | 0                 | 0                 | 2               | 0               | 0               | 0               | 37       | 1      | 4           | 0          |
| D. Klimowicz    | 27         | 7          | 4           | 0          | 1                 | 0                 | 0                 | 0                 | 0               | 0               | 0               | 0               | 28       | 7      | 4           | 0          |
| A. Lenz         | 1          | 0          | 0           | 0          | 0                 | 0                 | 0                 | 0                 | 0               | 0               | 0               | 0               | 1        | 0      | 0           | 0          |
| S. Lorenz       | 0          | 0          | 0           | 0          | 0                 | 0                 | 0                 | 0                 | 0               | 0               | 0               | 0               | 0        | 0      | 0           | 0          |
| C. Makiadi      | 8          | 0          | 0           | 0          | 0                 | 0                 | 0                 | 0                 | 2               | 0               | 0               | 0               | 10       | 0      | 0           | 0          |
| T. Marić        | 11         | 1          | 0           | 0          | 0                 | 0                 | 0                 | 0                 | 0               | 0               | 0               | 0               | 11       | 1      | 0           | 0          |
| J. Menseguez    | 18         | 1          | 0           | 0          | 1                 | 0                 | 0                 | 0                 | 2               | 0               | 1               | 0               | 21       | 1      | 1           | 0          |
| M. Petrov       | 30         | 12         | 6           | 0          | 0                 | 0                 | 0                 | 0                 | 0               | 0               | 0               | 0               | 30       | 12     | 6           | 0          |
| P. Platins      | 0          | 0          | 0           | 0          | 0                 | 0                 | 0                 | 0                 | 0               | 0               | 0               | 0               | 0        | 0      | 0           | 0          |
| R. Präger       | 0          | 0          | 0           | 0          | 0                 | 0                 | 0                 | 0                 | 2               | 1               | 1               | 0               | 2        | 1      | 1           | 0          |
| F. Quiroga      | 24         | 1          | 2           | 2          | 1                 | 0                 | 0                 | 0                 | 0               | 0               | 0               | 0               | 25       | 1      | 2           | 2          |
| B. Romanczuk    | 0          | 0          | 0           | 0          | 0                 | 0                 | 0                 | 0                 | 2               | 0               | 0               | 0               | 2        | 0      | 0           | 0          |
| T. Rytter       | 27         | 1          | 3           | 0          | 1                 | 0                 | 0                 | 0                 | 2               | 0               | 0               | 0               | 30       | 1      | 3           | 0          |
| H. Sarpei       | 21         | 0          | 0           | 1          | 1                 | 0                 | 0                 | 0                 | 2               | 1               | 0               | 0               | 24       | 1      | 0           | 1          |
| S. Schnoor      | 26         | 2          | 10          | 0          | 1                 | 0                 | 0                 | 0                 | 2               | 1               | 0               | 0               | 29       | 3      | 10          | 0          |
| P. Thiam        | 33         | 6          | 3           | 0          | 1                 | 0                 | 0                 | 0                 | 0               | 0               | 0               | 0               | 34       | 6      | 3           | 0          |
| M. Topić        | 22         | 0          | 0           | 0          | 0                 | 0                 | 0                 | 0                 | 2               | 0               | 0               | 0               | 24       | 0      | 0           | 0          |
| P. Weiser       | 22         | 0          | 4           | 0          | 1                 | 0                 | 0                 | 0                 | 2               | 0               | 0               | 0               | 25       | 0      | 4           | 0          |